# Cordón Baquedano
El cordón Baquedano es una cadena montañosa de baja altura en la parte chilena de la isla Grande de Tierra del Fuego. La cordillera está ubicada en la parte norte de la isla, limitando con la bahía Inútil al sur y pasando a tierras bajas al norte antes de llegar al Estrecho de Magallanes en la Primera y la Segunda Angostura. La parte más alta de la sierra alcanza unos 500 msnm, desde donde se puede observar la ciudad de Porvenir. Más al oriente, el cordón se conforma como un terreno ondulado, donde nacen varios esteros y arroyos, como el río del Oro y el río Paravic.
El cordón es atravesado por la ruta Y-635, que conecta Porvenir con el km 55 de la ruta Y-71, que bordea bahía Inútil por el norte.
Existen reservas auríferas en el cordón que han sido explotadas por pirquineros a pequeña escala. En la década de 1910, se instalaron una docena de dragas para extraer oro en forma mecanizada de estas en los distintos ríos del cordón Baquedano, gracias a que se formaron varias sociedades con capitales extranjeros.
La cordillera es un área importante para la conservación de las aves, destacada por el yal cejiblanco.